# إدارة دورة حياة المنتج (صناعة)

دورة حياة المنتج

إدارة دورة حياة المنتج (بالإنجليزية: Product lifecycle management)‏ هو منظومة إدارة دورة حياة المنتج كاملة من مفهوم المنتج و تصميمه كما إنتاجه و تصريفه. تشمل دورة حياة المنتج أناسًا و معلومات و أنظمة عمل.
على القارئ عدم الخلط بين إدارة دورة حياة المنتج (صناعة) و دورة حياة سلعة فالأول يعنى بالجانب الإنتاجي كتحويل الأفكار إلى خصائص عملية و هندسية, بينما يعنى الثاني بالإدارة التجارية آخذًا الأسعار و المبيعات كمعايير مهمة.
إدارة دورة حياة المنتج هو حجر الزاوية في هيكلية تقنية المعلومات للشركة, يجب على كل شركة إدارة و تنظيم التواصل و المعلوماي مع الزبائن (إدارة علاقات العملاء) و مع الموردين (إدارة سلسلة الإمداد) كما الموارد داخل المؤسسة (تخطيط موارد المؤسسات) و كيفية تنظيمهم (إدارة دورة حياة المنتج (حوسبة)). بالإضافة لما سبق يجب على الشركات الصناعية غالبًا مشاركة معلومات و خصائص منتجاتها مع شركائها.

## فوائد إدارة دورة حياة المنتج
- تقليص الوقت نحو السوق (Time to market)
- تحسين جودة المنتج
- تقليص كلفة النمذجة
- إعادة استعمال المعلومات
- تقليص الإسراف